# Relations entre l'Azerbaïdjan et le Royaume-Uni
Les relations diplomatiques entre la République d'Azerbaïdjan et le Royaume-Uni ont été établies le 11 mars 1992, après la reconnaissance de l'indépendance de l'Azerbaïdjan par la Grande-Bretagne, le 31 décembre 1991. 
En septembre 1992, en tant que mission commerciale, l'ambassade britannique a commencé ses activités en Azerbaïdjan. L'Azerbaïdjan et le Royaume-Uni ont des représentations diplomatiques les unes des autres dans leurs capitales,. Ces deux pays sont membres à part entière du Conseil de l'Europe et de l'Organisation pour la sécurité et la coopération en Europe (OSCE).

## Histoire
Les premières relations azerbaïdjanaises-britanniques se sont produites à la fin du XIXe et au début du XXe siècle, dans les années de l'Azerbaïdjan dans la Russie tsarienne. Au cours des premières années du vingtième siècle, les entreprises britanniques ont investi 60 millions de manats dans les entreprises pétrolières azerbaïdjanaises. En 1904, 47 % des besoins en kérosène en Grande-Bretagne ont été couverts au détriment des produits azerbaïdjanais. La société britannique Vickers Limited est devenue la première entreprise à obtenir une licence pour la production d'équipement technique pour la fissuration.
L'expédition britannique a été envoyée de Bagdad à Bakou le 18 janvier 1920 afin de saisir de précieux champs pétrolifères. Les troupes britanniques étaient commandées par le général Lionel Dunsterville, arrivé à Bakou en août 1918. Après la bataille de Bakou, Dunsterville est parti pour la Perse en septembre de la même année. Ses troupes sont restées à Bakou jusqu'en 1920, jusqu'à ce que l'offensive bolchevique ne rendît leur présence impossible. Pendant cette période, l'existence de facto des relations diplomatiques entre la République démocratique d'Azerbaïdjan et l'Empire britannique était par le Haut Commissaire de la Grande-Bretagne au Caucase, qui se trouvait à Tbilissi.

## Relations modernes
La nouvelle histoire des relations commence avec la formation de la République d'Azerbaïdjan. L'ambassade azerbaïdjanaise fonctionne à Londres depuis 1994. 
La première visite officielle du président azerbaïdjanais Heydar Aliyev en Grande-Bretagne a eu lieu les 22 et 25 février 1994 ; des négociations ont eu lieu avec le Premier ministre, John Major, et le ministre des Affaires étrangères, Douglas Hurd.
Au cours de la première visite, un accord a été signé qui réglemente la coopération entre les deux pays – « La Déclaration conjointe sur l'amitié et la coopération entre la République d'Azerbaïdjan et la Grande-Bretagne ». 
La deuxième visite officielle de Heydar Aliyev en Grande-Bretagne a eu lieu les 19 et 24 juillet 1998. La deuxième visite a joué un rôle majeur dans le développement des relations entre les deux pays.
Après que Ilham Aliyev a été nommé président de l'Azerbaïdjan, en décembre 2004, il a visité la Grande-Bretagne. Au cours de la réunion avec le Premier ministre britannique, la « Déclaration sur l'amitié et le partenariat », signée en 1998, a été confirmée. En outre, comme base pour les relations bilatérales, le communiqué conjoint a été adopté.
Le 7 mai 2008, le ministre des Affaires européennes du ministère britannique est arrivé en Azerbaïdjan lors d'une visite.
Du 12 au 13 juillet 2009, le président Ilham Aliyev a effectué une autre visite en Grande-Bretagne et a rencontré Gordon Brown. Brown a évalué positivement l'expansion des relations de l'Azerbaïdjan avec l'Union européenne.
Le 3 septembre 2013, le ministre azerbaïdjanais des Affaires étrangères Elmar Mamedyarov a rendu visite à Londres et a rencontré William Hague, le ministre britannique des Affaires étrangères.
Le Royaume-Uni donne son appui à l'offensive de l’Azerbaïdjan contre le Haut-Karabagh en octobre et novembre 2020. Le Parlement britannique approuve ainsi une résolution condamnant l’Arménie, et le Royaume-Uni est le seul pays du Conseil de sécurité des Nations unies à bloquer une résolution sur le cessez-le-feu. Le gouvernement britannique chercherait notamment à affaiblir la position de la Russie, perçue comme une alliée de l'Arménie.

## Relations économiques
L'un des plus grands investisseurs étrangers en Azerbaïdjan est le Royaume-Uni. Environ 100 entreprises britanniques opèrent en Azerbaïdjan. 
Au cours de la visite de Heydar Aliyev en Grande-Bretagne, le 28 novembre 1995, des réunions importantes ont eu lieu. Il a également participé à une conférence organisée par l'Institut Adam Smith sur «Opportunités d'investissement en Azerbaïdjan». Le mémorandum sur la création du conseil commercial et industriel azerbaïdjanais-britannique a été signé au cours de cette conférence.
Le 3-5 juin 2002 le ministre britannique de l'Industrie et de l'Énergie Brian Wilson est arrivé à Bakou pour assister à l'exposition annuelle traditionnelle « Le pétrole-gaz 2002 »

## Industrie du pétrole et du gaz

### Le«Contrat du siècle»
Le 20 septembre 1994, un accord a été conclu dans le Palais du Golestan à Bakou, qui, compte tenu de sa grande importance, s'appelait le « Contrat du siècle ». L'accord sur la répartition partagée des gisements d'eaux profondes d'Azeri, Chirag, Guneshli s'est traduit par 400 pages et 4 langues. Le contrat comprend deux sociétés britanniques - BP et Ramco.

### BP
La société est l'une des plus importantes dans le secteur du pétrole et du gaz en Azerbaïdjan. Le travail s'effectue par l'intermédiaire de la filiale BP Azerbaïdjan.

### Le nouveau«Contrat du siècle»
Le 14 septembre 2017, l'Azerbaïdjan a signé un nouvel accord avec 11 sociétés internationales (entre la SOCAR (State Oil Company) et BP, Chevron, INPEX, Statoil, ExxonMobil, TP, ITOCHU, ONGC Videsh, etc.) l'exploitation de trois champs pétroliers offshore - Azéri , Chirag et Gunashli,.  Le contrat a été conclu jusqu'en 2050 (l'accord précédent a été conclu avant 2024).
Le 14 septembre 2017, le président azerbaïdjanais a rencontré le ministre de Royaume-Uni Alan Duncan. La signature du New Century Contract a été discutée, ainsi que le développement ultérieur des relations britannique-azerbaïdjanaises.
« Je pense que c'est vraiment une très bonne nouvelle pour l'Azerbaïdjan et le Royaume-Uni. C'est un contrat incroyable qui contribuera de manière significative à l'économie de l'Azerbaïdjan. Nous avons eu un « Contrat du siècle », et maintenant nous avons reçu le« Contrat du nouveau siècle. Il incarne la proximité de l'Azerbaïdjan et Je suis fier que cet accord ait été signé entre la Compagnie Nationale de Pétrole d'Azerbaïdjan et BP » - a dit le ministre britannique Alan Duncan.
La part de la compagnie d'huile d'État azerbaïdjanaise (SOCAR) est maintenant de 25 % au lieu de 11,6 %.

## Liens culturels
Le 23 février 1994, le président Heydar Aliyev et le Premier ministre britannique John Major ont signé un accord de coopération dans les domaines de l'éducation, de la science et de la culture. Cet accord a jeté les bases de la coopération culturelle entre la Grande-Bretagne et l'Azerbaïdjan.

## British Council
Le British Council est l'organisation principale qui établit des liens scientifiques et culturels entre la Grande-Bretagne et les pays étrangers.
Le British Council est le principal médiateur d'Angleterre entre les deux pays dans le domaine de l'éducation, de la science et de la culture.
Le 21 juillet 1998, la déclaration conjointe a été signée par Heydar Aliyev et le Premier ministre du Royaume-Uni, Tony Blair.

## Diaspora
Au Royaume-Uni, il existe  six organisations de la diaspora aujourd'hui :
- Terre-Neuve, Société de développement de l'Azerbaïdjan
- La communauté azerbaïdjanaise britannique
- Société des Turcs Azerbaïdjanais
- La société azerbaïdjanaise
- Club of Azerbaijan Youth
- Caspian-Khazri
- La Maison d'Azerbaïdjan de Londres, l'Association des communautés de l'Azerbaïdjan Barsley, le Centre culturel Azerbaïdjan-Turan.